# أدب موجود
الأدب الموجود أو الموسيقى الموجودة مصطلحان يشيران إلى النصوص أو الموسيقى التي بقت من الماضي حتى الحاضر، بخلاف العمل المفقود. قد يكون الأدب الموجود مخطوطات أصلية مكتوبة أو نسخا من المخطوطات الأصلية أو اقتباسات أعيد صياغتها من مقاطع من مخطوطات غير موجودة لكنها ترد في أعمال أخرى أو ترجمات لنصوص غير موجودة في لغات أخرى أو كما في العصر الحالي نسخ مصورة أو نسخ رقمية من النصوص.